# Jerry Ahrlin
Jerry Ahrlin (ur. 15 stycznia 1978 w Östersund) – szwedzki biegacz narciarski, zawodnik klubu Brunflo IF, dwukrotny zwycięzca FIS Marathon Cup.

## Kariera
Po raz pierwszy na arenie międzynarodowej Jerry Ahrlin pojawił się 22 listopada 1998 roku w zawodach FIS Race w szwedzkiej miejscowości Bruksvallarna, gdzie zajął 51. miejsce w biegu na 10 km techniką dowolną. W Pucharze Świata zadebiutował 5 marca 2002 roku w Sztokholmie, zajmując 26. miejsce w sprincie stylem klasycznym. Tym samym w swoim debiucie od razu zdobył pucharowe punkty. W klasyfikacji generalnej sezonu 2001/2002 zajął ostatecznie 128. miejsce. Jak dotąd najlepsze wyniki w Pucharze Świata osiągnął w sezonie 2005/2006, który ukończył na 66. pozycji w klasyfikacji generalnej. Wtedy też wywalczył swoje jedyne pucharowe podium, 5 marca 2006 roku w szwedzkiej miejscowości Mora zajmując drugie miejsce na dystansie 90 km techniką klasyczną.
Nigdy nie startował na igrzyskach olimpijskich ani mistrzostwach świata. Od 2002 roku Ahrlin startuje także w zawodach FIS Marathon Cup, w których 18 razy stawał na podium, przy czym siedmiokrotnie zwyciężał. Wygrał między innymi trzykrotnie włoski maraton Marcialonga w latach 2007, 2009 i 2011 oraz dwukrotnie estoński Tartu Maraton. W klasyfikacji generalnej najlepiej wypadł w sezonach 2006/2007 i 2010/2011, które ukończył na pierwszej pozycji.

## Osiągnięcia

### Puchar Świata

#### Miejsca w klasyfikacji generalnej
- 2001/2002: 128.
- 2003/2004: 116.
- 2005/2006: 66.

#### Miejsca na podium w zawodach chronologicznie
| Nr | Dzień   | Rok  | Miejscowość | Konkurencja             | Czas biegu    | Pozycja | Strata | Zwycięzca     |
| -- | ------- | ---- | ----------- | ----------------------- | ------------- | ------- | ------ | ------------- |
| 1. | 5 marca | 2006 | Mora        | 90 km stylem klasycznym | 4:34:09.0 min | 2.      | +2.0 s | Daniel Tynell |

### FIS Marathon Cup

#### Miejsca w klasyfikacji generalnej
- sezon 2002/2003: 68.
- sezon 2004/2005: 14.
- sezon 2005/2006: 10.
- sezon 2006/2007: 1.
- sezon 2007/2008: 2.
- sezon 2008/2009: 2.
- sezon 2009/2010: 14.
- sezon 2010/2011: 1.
- sezon 2011/2012: 9.
- sezon 2012/2013: 30.

#### Miejsca na podium
| Nr  | Dzień       | Rok  | Zawody            | Dystans                 | Czas biegu  | Strata      | Pozycja | Zwycięzca       |
| --- | ----------- | ---- | ----------------- | ----------------------- | ----------- | ----------- | ------- | --------------- |
| 1.  | 19 marca    | 2005 | Birkebeinerrennet | 54 km stylem klasycznym | 2:37:37,0 h | +1:41,0 min | 3.      | Stanislav Řezáč |
| 2.  | 29 stycznia | 2006 | Marcialonga       | 70 km stylem klasycznym | 3:24:47,7 h | +37,9 s     | 3.      | Jørgen Aukland  |
| 3.  | 17 grudnia  | 2006 | La Sgambeda       | 42 km stylem dowolnym   | 1:44:00,4 h | -           | 1.      | -               |
| 4.  | 28 stycznia | 2007 | Marcialonga       | 70 km stylem klasycznym | 2:07:17,0 h | -           | 1.      | -               |
| 5.  | 4 lutego    | 2007 | König Ludwig Lauf | 50 km stylem klasycznym | 1:24:49,4 h | +0,3 s      | 3.      | Daniel Tynell   |
| 6.  | 18 lutego   | 2007 | Tartu Maraton     | 63 km stylem klasycznym | 2:42:28,0 h | -           | 1.      | -               |
| 7.  | 4 marca     | 2007 | Vasaloppet        | 90 km stylem klasycznym | 4:43:40,0 h | +2,0 s      | 2.      | Oskar Svärd     |
| 8.  | 16 grudnia  | 2007 | La Sgambeda       | 42 km stylem dowolnym   | 1:45:22,9 h | -           | 1.      | -               |
| 9.  | 28 stycznia | 2008 | Marcialonga       | 70 km stylem klasycznym | 3:09:32,7 h | +2:42,3 min | 3.      | Anders Aukland  |
| 10. | 3 lutego    | 2008 | König Ludwig Lauf | 42 km stylem klasycznym | 1:32:03,8 h | +0,4 s      | 2.      | Daniel Tynell   |
| 11. | 2 marca     | 2008 | Vasaloppet        | 90 km stylem klasycznym | 4:13:45,0 h | +4:18,0 min | 3.      | Jørgen Aukland  |
| 12. | 15 marca    | 2008 | Birkebeinerrennet | 54 km stylem klasycznym | 2:24:33,0 h | +2:39,0 min | 3.      | Daniel Tynell   |
| 13. | 31 stycznia | 2010 | Marcialonga       | 70 km stylem klasycznym | 3:02:28,0 h | +1,4 s      | 2.      | Oskar Svärd     |
| 14. | 30 stycznia | 2011 | Marcialonga       | 70 km stylem klasycznym | 2:49:10,1 h | -           | 1.      | -               |
| 15. | 6 lutego    | 2011 | König Ludwig Lauf | 42 km stylem klasycznym | 1:38:56,9 h | -           | 1.      | -               |
| 16. | 20 lutego   | 2011 | Tartu Maraton     | 63 km stylem klasycznym | 2:41:23,0 h | -           | 1.      | -               |
| 17. | 6 marca     | 2011 | Vasaloppet        | 90 km stylem klasycznym | 3:51:51,7 h | +4,4 s      | 3.      | Jörgen Brink    |
| 18. | 19 marca    | 2011 | Birkebeinerrennet | 54 km stylem klasycznym | 2:39:54,0 h | +2,0 s      | 3.      | Stanislav Řezáč |
| 19. | 5 lutego    | 2012 | König Ludwig Lauf | 50 km stylem klasycznym | 2:16:35,5 h | +0,9 s      | 2.      | Stanislav Řezáč |

### Visma Ski Classics

#### Miejsca w klasyfikacji generalnej
- sezon 2011: 2.
- sezon 2012: 6.
- sezon 2013: 5.
- sezon 2014: 45.
- sezon 2014/2015: 12.
- sezon 2015/2016: 19.
- sezon 2016/2017: 34.
- sezon 2017/2018: 99.